# Crane Creek Township (Missouri)
Pour les articles homonymes, voir Crane Creek Township.
Crane Creek Township est un township du comté de Barry dans le Missouri, aux États-Unis,. En 2000, le township comptait une population de 923 habitants. Fondé en 1848, il est baptisé en référence à la rivière Crane Creek (en).

## Source de la traduction
- (en) Cet article est partiellement ou en totalité issu de l’article de Wikipédia en anglais intitulé « Crane Creek Township, Barry County, Missouri » (voir la liste des auteurs).